# كسر رأس الكعبرة
كسور رأس الكعبرة هي نوع من كسور المرفق ينتج عن السقوط على الذراع الممدودة، وتشمل أعراضه -عموماً- ألماً وتورماً حول المرفق، وصعوبة في تحريكه أو تحريك الساعد، كما يُعاني حوالى 30% من الأشخاص من إصابات إضافية.وقد تَشمُل المضاعفات ما يلي: انخفاض القُدرة على تَحريك المرفق، وألماً طويل الأمد.
السبب الرئيسي لمُعظم الإصابات هو السقوط على المرفق الممدود أو المنحني قليلاً، غير أن هذا النوع من الكسور قد يحدث نتيجة ضَربة مُباشرة. يعتمد التشخيص بشكل عام على التصوير بالأشعة السينية، فقد يكون المؤشر الوحيد تورّم المفصل. وقد تُصنّف هذه الكسور إلى أربعة أنواع رئيسية وفقاً لتصنيف ماسون.
يعتمد العلاج على نوع الكسر. فإذا كان الكُسرُ متّسقاً، فإن كل ما يحتاجه المريض هو ارتداء حمالة الذِراع لعِدة أيام ثم العودة التدريجية لاستخدامها بشكل طبيعي. أمّا إذا كان الكسر منحرفاً بمقدار < 2 مم، تُستخدم حمالة الذراع لبضعة أسابيع متبوعة بالعِلاج الطبيعي. وبالنسبة للكسور ذات الانحراف الكبير، فقد تستدعي الحالة إجراء عملية جراحية لوضع مسامير أو إزالة أجزاء من العظم، وقد يتطلب استبدال رأس الكعبرة في حالة الكسور البالغة، حيث يستغرق المرفق 3 أشهر بعد الجراحة للعودة إلى النشاط الطبيعي.
تُعتبر كسور رأس الكعبرة شائعةً نسبياً، إذ تحدث لحوالى 1 من كل 2500 شخص سنوياً، وتُمثل حوالى ثُلث كسور المرفق. كما تحدث هذه الحالة -عادة- ما بين العشرينات والستينات من عمر الشخص، وهي أكثر شيوعاً عند النساء من الرجال، ويعتبر مارك إل ماسون أول من وضع تصنيفاً مفصّلاً لكسور رأس الكعبرة سنة 1954.